# Martin Belluš
Martin Belluš (8. října 1911, Slovenská Ľupča – 26. března 1977, Liptovský Mikuláš) byl slovenský lékař, chirurg.

## Životopis
Studoval na gymnáziu v Banské Bystrici, na Lékařské fakultě UK v Bratislavě, 1936 MUDr., 1946 doc. V letech 1943–1944 absolvoval studijní cestu do Švýcarska. V letech 1936–1937 asistent na chirurgickém oddělení v nemocnici v Banské Bystrici, 1937–1944 na Klinice chirurgie Lékařské fakulty UK v Bratislavě, chirurg v nemocnici v Podbrezové (1944–1945) a lékař v Baláži, primář chirurgickém oddělení nemocnice v Žiaru nad Hronom, v Ružomberku, 1954–1956 nezákonně vězněn v Ružomberku, Žilině, Ilavě a v Nitře, 1958–1973 závodní lékař v Žiaru nad Hronom, 1973–1975 primář chirurgického oddělení nemocnice v Nové Bani. Věnoval se zejména chirurgii štítné žlázy a břišní dutiny. Publikačně činný, vydal dvě samostatné práce, autor odborných studií a příspěvků, napsal i učebnici pro chirurgy, která zůstala v rukopise. V letech 1944–1945 účastník druhého čs. odboje a SNP, zasloužil se o dislokaci části nemocnice v Podbrezové do hor. V 50. letech pronásledován a vězněn, 1956 amnestován. Bratr Samuela Belluše, strýc Pavla Belluše.

## Díla
- Indikácia na chirurgickú liečbu v internej medicíne, Bratislava r. 1945
- Najčastejšie komplikácie pri resekcii žalúdka, Bratislava r. 1945